# Madhavagere, Mysore
Madhavagere là một làng thuộc tehsil Mysore, huyện Mysore, bang Karnataka, Ấn Độ.